# Zimbabwe na Letnich Igrzyskach Olimpijskich 2016
Zimbabwe na Letnich Igrzyskach Olimpijskich 2016 – występ kadry sportowców reprezentujących Zimbabwe na Letnich Igrzyskach Olimpijskich 2016, które odbywały się w Rio de Janeiro. Kadra liczyła 31 zawodników – 9 mężczyzn i 22 kobiety.
Był to trzynasty start reprezentacji Zimbabwe na letnich igrzyskach olimpijskich po uzyskaniu niepodległości. W latach 1928, 1960 oraz w 1964 występowało jako Rodezja Południowa.

## Tło startu
Komitet Olimpijski Zimbabwe poinformował, że delegacja kraju podczas Igrzysk XXXI Olimpiady będzie liczyć 57 osób, w tym 31 sportowców, którzy wystartują w siedmiu różnych dyscyplinach. Była to druga w historii najliczniejsza reprezentacja Zimbabwe na igrzyskach olimpijskich (11 sportowców więcej startowało podczas igrzysk w Moskwie w 1980 roku). W porównaniu do poprzednich igrzysk w Londynie reprezentacja powiększyła się ponad czterokrotnie, gdyż w stolicy Wielkiej Brytanii Zimbabwe reprezentowało 7 sportowców.
W kadrze znalazła się pływaczka Kirsty Coventry, dla której igrzyska w Brazylii były już piątymi z kolei. Coventry po raz drugi z rzędu została wybrana jako chorąży reprezentacji podczas ceremonii otwarcia igrzysk.
Zimbabwejczycy wrócili do kraju bez żadnego medalu. Najlepszym osiągnięciem było zajęcie przez Coventry szóstego miejsca podczas rywalizacji na 200 m stylem grzbietowym. 

## Reprezentanci

### Jeździectwo
Zimbabwe mogło wystawić jednego reprezentanta w jeździeckiej konkurencji WKKW dzięki rankingowi olimpijskiemu Międzynarodowej Federacji Jeździeckiej dla regionu Afryki i Bliskiego Wschodu. Był to pierwszy w historii występ reprezentanta Zimbabwe w tej dyscyplinie podczas igrzysk olimpijskich.

#### WKKW
| Zawodnik       | Koń      | Konkurencja   | Ujeżdżenie | Ujeżdżenie | Próba terenowa | Próba terenowa | Skoki        | Skoki        | Skoki | Skoki   | Łącznie | Łącznie | Źródło |
| Zawodnik       | Koń      | Konkurencja   | Ujeżdżenie | Ujeżdżenie | Próba terenowa | Próba terenowa | Kwalifikacje | Kwalifikacje | Finał | Finał   | Łącznie | Łącznie | Źródło |
| Zawodnik       | Koń      | Konkurencja   | Kary       | Miejsce    | Kary           | Miejsce        | Kary         | Miejsce      | Kary  | Miejsce | Kary    | Miejsce | Źródło |
| -------------- | -------- | ------------- | ---------- | ---------- | -------------- | -------------- | ------------ | ------------ | ----- | ------- | ------- | ------- | ------ |
| Camilla Kruger | Biarritz | indywidualnie | 59.40      | 61.        | 40.40          | 33.            | 12.00        | 35.          | NQ    | NQ      | 111.80  | 35.     | [ 10 ] |

### Lekkoatletyka
Siedmiu sportowców z Zimbabwe osiągnęło normy kwalifikacyjne wyznaczone przez IAAF w czterech konkurencjach. Maksymalna liczba reprezentantów, jaką dany kraj mógł wystawić w jednej konkurencji, wynosiła trzy.
Mężczyźni
| Zawodnik          | Konkurencja | Eliminacje | Eliminacje | Ćwierćfinał | Ćwierćfinał | Półfinał | Półfinał | Finał   | Finał   | Źródło |
| Zawodnik          | Konkurencja | Wynik      | Miejsce    | Wynik       | Miejsce     | Wynik    | Miejsce  | Wynik   | Miejsce | Źródło |
| ----------------- | ----------- | ---------- | ---------- | ----------- | ----------- | -------- | -------- | ------- | ------- | ------ |
| Gabriel Mvumvure  | 100 m       | BYE        | BYE        | 10,28       | 7.          | NQ       | NQ       | NQ      | NQ      | [ 12 ] |
| Tatenda Tsumba    | 200 m       | 21,4       | 6.         | —           | —           | NQ       | NQ       | NQ      | NQ      | [ 13 ] |
| Wirimai Juwawo    | maraton     | —          | —          | —           | —           | —        | —        | DNF     | DNF     | [ 14 ] |
| Pardon Ndhlovu    | maraton     | —          | —          | —           | —           | —        | —        | 2:17:48 | 41.     | [ 14 ] |
| Cuthbert Nyasango | maraton     | —          | —          | —           | —           | —        | —        | 2:18:58 | 58.     | [ 14 ] |

Kobiety
| Zawodniczka     | Konkurencja | Finał   | Finał   | Źródło |
| Zawodniczka     | Konkurencja | Wynik   | Miejsce | Źródło |
| --------------- | ----------- | ------- | ------- | ------ |
| Rutendo Nyahora | maraton     | 2:47:32 | 92.     | [ 15 ] |

### Łucznictwo
Jeden łucznik z Zimbabwe zakwalifikował się do indywidualnego turniej olimpijskiego. Kwalifikacja została wywalczona podczas mistrzostw Afryki w łucznictwie, które w odbywały się w styczniu 2016 roku w stolicy Namibii – Windhuk. Udział zimbabweńskiego łucznika był pierwszym po dwudziestu ośmiu latach przerwy (ostatnio Zimbabwe na igrzyskach reprezentował łucznik w 1988 roku).
Mężczyźni
| Zawodnik         | Konkurencja   | Runda rankingowa | Runda rankingowa | 1/32                                | 1/16             | 1/8              | Ćwierćfinał      | Półfinał         | Finał/BM         | Finał/BM | Źródło |
| Zawodnik         | Konkurencja   | Punkty           | Rozstawienie     | Przeciwnik Wynik                    | Przeciwnik Wynik | Przeciwnik Wynik | Przeciwnik Wynik | Przeciwnik Wynik | Przeciwnik Wynik | Pozycja  | Źródło |
| ---------------- | ------------- | ---------------- | ---------------- | ----------------------------------- | ---------------- | ---------------- | ---------------- | ---------------- | ---------------- | -------- | ------ |
| Gavin Sutherland | indywidualnie | 566              | 64.              | Kim W-j P 0-6 (22:27, 26:28, 25:28) | NQ               | NQ               | NQ               | NQ               | NQ               | NQ       | [ 17 ] |

### Piłka nożna
Reprezentacja kobiet zakwalifikowała się na turniej w Rio podczas turnieju kwalifikacyjnego CAF.

#### Turniej kobiet
Skład

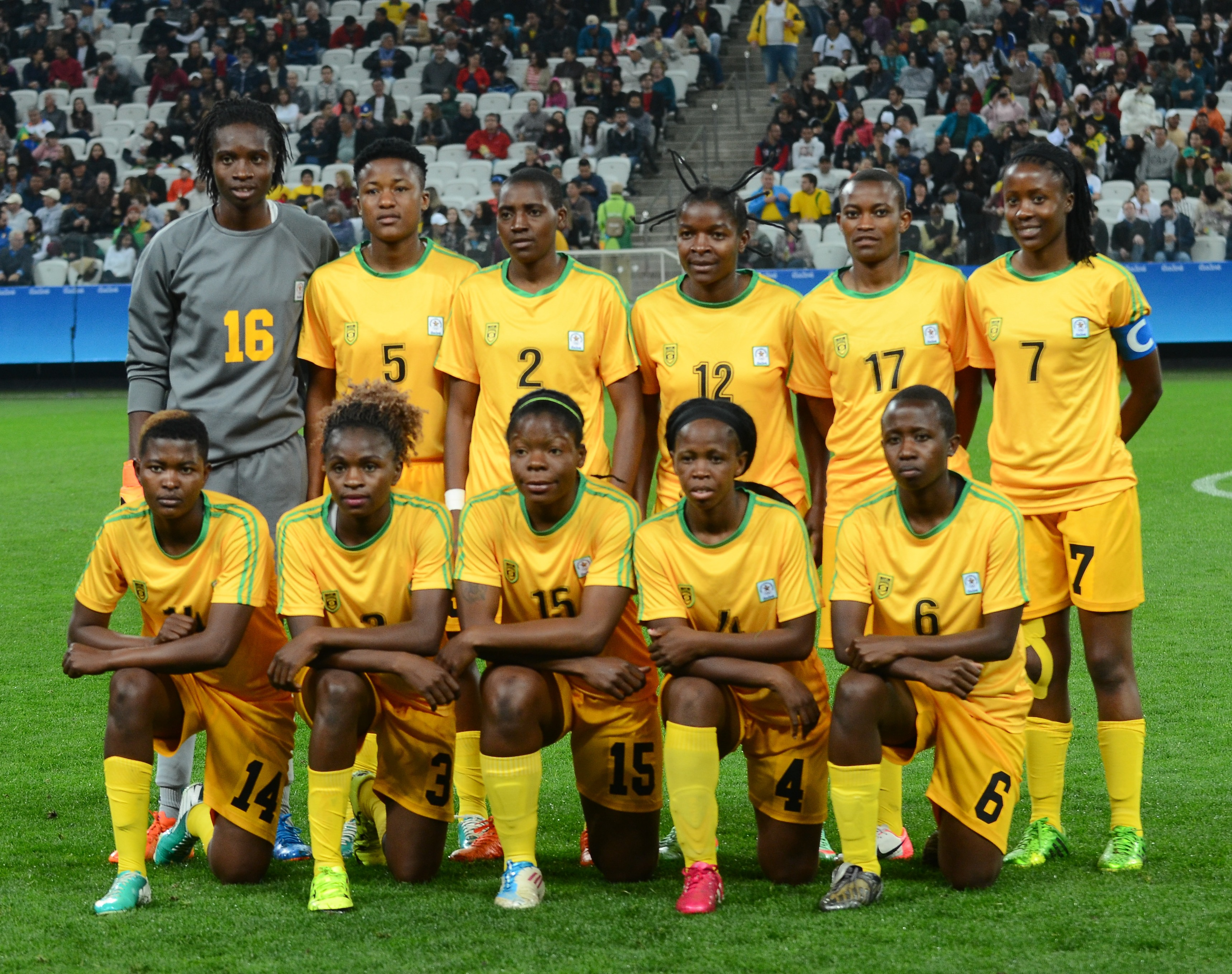
Reprezentacja kobiet przed meczem z Niemcami

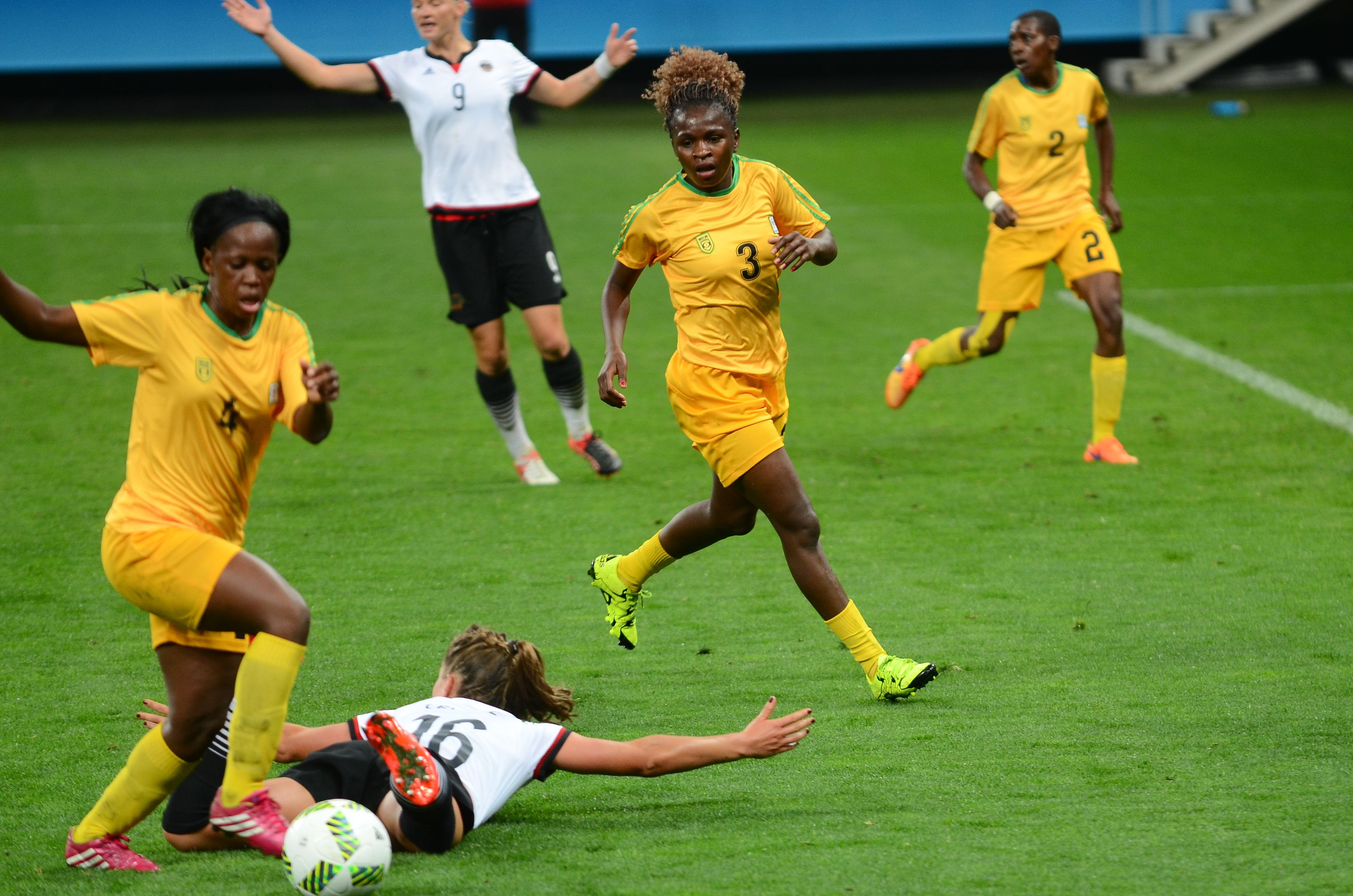
Jedna z akcji meczu z Niemkami. Przy piłce Nobuhle Majika

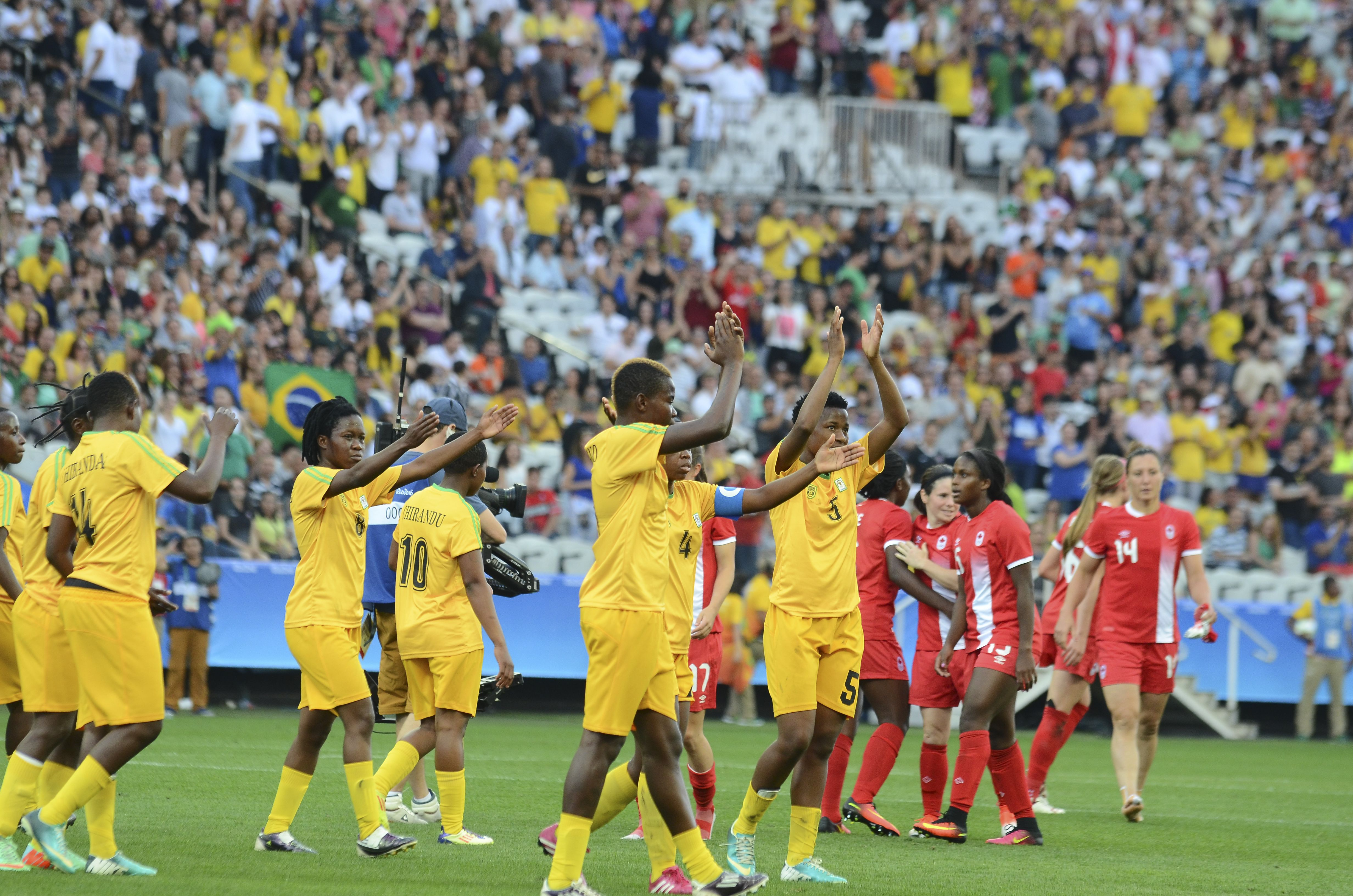
Podczas meczu z Kanadą

Skład drużyny na igrzyska olimpijskie w Brazylii został ogłoszony 22 lipca 2016 roku.
Trener: Shadreck Mlauzi
| Nr | Imię i nazwisko     | Data urodzenia (wiek) | Klub                      | Pozycja |
| -- | ------------------- | --------------------- | ------------------------- | ------- |
| 1  | Chido Dringirai     | 25.10.1991 (24)       | Flame Lily Queens F.C.    | B       |
| 2  | Lynett Mutokuto     | 1.09.1988 (27)        | Black Rhinos F.C.         | O       |
| 3  | Shiela Makoto       | 14.01.1990 (26)       | Blue Swallows Queens F.C. | O       |
| 4  | Nobuhle Majika      | 9.05.1991 (25)        | Inline Academy F.C.       | O       |
| 5  | Emmalulate Msipa    | 7.06.1992 (24)        | Black Rhinos F.C.         | P       |
| 6  | Talent Mandaza      | 11.09.1985 (30)       | Black Rhinos F.C.         | P       |
| 7  | Rudo Neshamba (k)   | 10.02.1992 (24)       | Weerams F.C.              | N       |
| 8  | Rejoice Kapfumvuti  | 18.11.1991 (24)       | Inline Academy F.C.       | P       |
| 9  | Samkelisiwe Zulu    | 14.04.1990 (26)       | Flame Lily Queens F.C.    | N       |
| 10 | Mavis Chirandu      | 15.01.1995 (21)       | Weerams F.C.              | N       |
| 11 | Daisy Kaitano       | 20.09.1993 (22)       | Black Rhinos F.C.         | N       |
| 12 | Marjory Nyaumwe     | 10.07.1987 (29)       | Flame Lily Queens F.C.    | N       |
| 13 | Erina Jeke          | 16.09.1990 (25)       | Flame Lily Queens F.C.    | P       |
| 14 | Eunice Chibanda     | 26.03.1993 (23)       | Black Rhinos F.C.         | O       |
| 15 | Rutendo Makore      | 30.09.1992 (23)       | Black Rhinos F.C.         | N       |
| 16 | Lindiwe Magwede     | 1.12.1991 (24)        | Cyclone Stars F.C.        | B       |
| 17 | Kudakwashe Basopo   | 18.07.1990 (26)       | Black Rhinos F.C.         | N       |
| 18 | Felistas Muzongondi | 22.03.1983 (33)       | Mwenezana F.C.            | N       |

 Tabela grupy F
| Zespół    | M | Z | R | P | GZ | GS | GR  | Pkt |
| --------- | - | - | - | - | -- | -- | --- | --- |
| Kanada    | 3 | 3 | 0 | 0 | 7  | 2  | +7  | 9   |
| Niemcy    | 3 | 1 | 1 | 1 | 9  | 5  | +4  | 4   |
| Australia | 3 | 1 | 1 | 1 | 8  | 5  | +3  | 4   |
| Zimbabwe  | 3 | 0 | 0 | 3 | 3  | 15 | -12 | 0   |

| 3 sierpnia 2016 23:00 CET | Zimbabwe · Kudakwashe Basopo 50' | 1:6(0:2)Raport | Niemcy · 22' Sara Daebritz · 36' Alexandra Popp · 53', 78' Melanie Behringer · 83' Melanie Leupolz · 90' (sam.) Eunice Chibanda | Arena Corinthians, São Paulo Widzów: 20 521 Sędzia: Rita Gani |
|                           |                                  |                | |                                                               |

| 6 sierpnia 2016 20:00 CET | Kanada · Janine Beckie 7', 35' · Christine Sinclair 19' (k.) | 3:1(3:0)Raport | Zimbabwe · 86' Mavis Chirandu | Arena Corinthians, São Paulo Widzów: 30 295 Sędzia: Olga Miranda |
|                           |                                                              |                |                               |                                                                  |

| 9 sierpnia 2016 21:00 CET | Australia · Lisa De Vanna 2' · Clare Polkinghorne 15' · Alanna Kennedy 37' · Kyah Simon 50' · Michelle Heyman 55', 66' | 6:1(3:0)Raport | Zimbabwe · 90+1' Emmaculate Msipa | Itaipava Arena Fonte Nova, Salvador Widzów: 5 115 Sędzia: Esther Staubli |
|                           | |                |                                   |                                                                          |

### Pływanie
Zimbabweńscy pływacy uzyskali kwalifikacje olimpijskie w trzech konkurencjach: 100 m stylem dowolnym mężczyzn oraz 100 i 200 m stylem grzbietowym kobiet. Każda reprezentacja mogła wystawić maksymalnie dwóch reprezentantów w danej konkurencji według czasu kwalifikacyjnego (QQT) oraz potencjalnie jednego według olimpijskiego czasu selekcyjnego.
Mężczyźni
| Zawodnik  | Konkurencja    | Eliminacje | Eliminacje | Półfinał | Półfinał | Finał | Finał   | Źródło |
| Zawodnik  | Konkurencja    | Czas       | Miejsce    | Czas     | Miejsce  | Czas  | Miejsce | Źródło |
| --------- | -------------- | ---------- | ---------- | -------- | -------- | ----- | ------- | ------ |
| Sean Gunn | 100 m dowolnym | 50,87      | 48.        | NQ       | NQ       | NQ    | NQ      | [ 22 ] |

Kobiety
| Zawodniczka     | Konkurencja       | Eliminacje | Eliminacje | Półfinał | Półfinał | Finał   | Finał   | Źródło |
| Zawodniczka     | Konkurencja       | Czas       | Miejsce    | Czas     | Miejsce  | Czas    | Miejsce | Źródło |
| --------------- | ----------------- | ---------- | ---------- | -------- | -------- | ------- | ------- | ------ |
| Kirsty Coventry | 100 m grzbietowym | 1:00,13    | 11. Q      | 1:00,26  | 11.      | NQ      | NQ      | [ 23 ] |
| Kirsty Coventry | 200 m grzbietowym | 2:08,91    | 9. Q       | 2:08,83  | 6. Q     | 2:08,80 | 6.      | [ 24 ] |

### Strzelectwo
Zimbabwe uzyskało kwalifikację dla jednego sportowca w konkurencji podwójnego trapa mężczyzn. Kwalifikacja została wywalczona podczas kontynentalnych mistrzostw Afryki, które odbywały się w 2015 roku w Kairze, w Egipcie.
Mężczyźni
| Zawodnik       | Konkurencja   | Kwalifikacje         | Kwalifikacje | Półfinał | Półfinał | Finał  | Finał   | Źródło |
| Zawodnik       | Konkurencja   | Punkty               | Miejsce      | Punkty   | Miejsce  | Punkty | Miejsce | Źródło |
| -------------- | ------------- | -------------------- | ------------ | -------- | -------- | ------ | ------- | ------ |
| Sean Nicholson | podwójny trap | 119 (24-23-24-24-24) | 19.          | NQ       | NQ       | NQ     | NQ      | [ 27 ] |

### Wioślarstwo
Zimbabwe zakwalifikowało się na igrzyska zarówno w męskiej, jak i w żeńskiej rywalizacji jedynek podczas afrykańskiego turnieju kwalifikacyjnego, który odbył się w stolicy Tunezji – Tunisie.
Mężczyźni
| Zawodnik       | Konkurencja | Eliminacje | Eliminacje | Repasaże | Repasaże | Ćwierćfinał | Ćwierćfinał | Półfinał | Półfinał | Finał   | Finał   | Pozycja | Źródło |
| Zawodnik       | Konkurencja | Czas       | Miejsce    | Czas     | Miejsce  | Czas        | Miejsce     | Czas     | Miejsce  | Czas    | Miejsce | Pozycja | Źródło |
| -------------- | ----------- | ---------- | ---------- | -------- | -------- | ----------- | ----------- | -------- | -------- | ------- | ------- | ------- | ------ |
| Andrew Peebles | jedynka     | 7:25,39    | 5. R       | 7:17,19  | 3. S E/F | BYE         | BYE         | 7:45,20  | 1. FE    | 7:43,98 | 1.      | 30.     | [ 29 ] |

Kobiety
| Zawodniczka         | Konkurencja | Eliminacje | Eliminacje | Repasaże | Repasaże | Ćwierćfinał | Ćwierćfinał | Półfinał | Półfinał | Finał   | Finał   | Pozycja | Źródło |
| Zawodniczka         | Konkurencja | Czas       | Miejsce    | Czas     | Miejsce  | Czas        | Miejsce     | Czas     | Miejsce  | Czas    | Miejsce | Pozycja | Źródło |
| ------------------- | ----------- | ---------- | ---------- | -------- | -------- | ----------- | ----------- | -------- | -------- | ------- | ------- | ------- | ------ |
| Micheen Thornycroft | jedynka     | 8:18,88    | 2. QF      | BYE      | BYE      | 7:34,38     | 2. S A/B    | 8:00,53  | 5. FB    | 7:30,57 | 5.      | 11.     | [ 30 ] |

## Po igrzyskach
Tuż po zakończeniu igrzysk w prasie oraz w Internecie pojawiła się informacja o tym, iż prezydent Zimbabwe Robert Mugabe nakazał aresztować 27 z 31 olimpijczyków. Powodem takiej decyzji miały być słabe wyniki jakie osiągnęli reprezentanci tego kraju. Wściekłość prezydenta spowodowana była finansami, gdyż wydane pieniądze nie przełożyły się na sportowe osiągnięcia. Po kilku godzinach od pojawienia się informacji przedstawiciele rządu Zimbabwe zaprzeczyli tym doniesieniom. Najprawdopodobniej źródłem powstania tej nieprawdziwej informacji był jeden z portali prasowych Nigerii.